# 138 (liczba)
138 (sto trzydzieści osiem) – liczba naturalna następująca po 137 i poprzedzająca 139.

## W matematyce
- 138 jest liczbą Ulama[1]
- 138 jest liczbą sfeniczną[2]
- 138 jest liczbą obfitą[3]
- 138 jest palindromem liczbowym, czyli może być czytana w obu kierunkach, w pozycyjnym systemie liczbowym o bazie 8 (212)
- 138 należy do czterech trójek pitagorejskich (138, 184, 230), (138, 520, 538), (138, 1584, 1590), (138, 4760, 4762).

## W nauce
- liczba atomowa untrioctium (niezsyntetyzowany pierwiastek chemiczny)
- galaktyka NGC 138
- planetoida (138) Tolosa
- kometa krótkookresowa 138P/Shoemaker-Levy

## W kalendarzu
138. dniem w roku jest 18 maja (w latach przestępnych jest to 17 maja). Zobacz też co wydarzyło się w roku 138, oraz w roku 138 p.n.e.